# بكورية طبية
الأزريون أو الآذَرْيُونُ الطِّبِّيُّ (معرب آذرگون الفارسية بمعنى لون النار) أو آذَرْيُونُ الحَدَائِقِ أو قوقحان أو زبيدة أو قرقهان أو أقحوان أو البكورية الطبية أو آذريون مخزني، هو نوع نباتي يتبع جنس البكورية من الفصيلة النجمية.
يعتبر من أشهر النباتات المستخدمة في الغرب. الجزء المستعمل من الأذريون هو أزهاره البرتقالية اللون جميلة الشكل والموطن الأصلي لهذا النبات هو جنوب أوروبا.
ينمو الأذريون في البساتين وأطراف الطرق، ويبلغ ارتفاع الساق 40 ـ 60 سنتيمترا، وأوراقه بيضاوية مسننة الأطراف ومكسوة بشعيرات دقيقة، والأزهار صفراء أو برتقالية أو أحمر ذهبي في وسطه خمل أسود تتفتح في الخريف.
يحتوي نبات الأذريون على مواد تربينية ومواد راتنجية وجلوكوزيدات مرة وزيوت طيارة وستيرولات وفينولات ومواد هلامية وكاروتونز.
أذريون الحدائق MARIGOLD نبات معمر يصل ارتفاعه إلى حوالي 60 سم، له ازهار زاهية برتقالية اللون تشبه أزهار الأقحوان في ترتيبها.
الموطن الأصلي لأذريون الحدائق: موطنه الأصلي جنوبي أوروبا ويزرع في الأقاليم المعتدلة من العالم. وينبت بشكل عفوي عادة في البساتين وأطراف الطرق.
الجزء المستعمل : أزهاره المتفتحة والنبات الغض قبل تفتح الأزهار. ولأزهار النبات رائحة قوية كريهة.
يستخدم كمضاد التهاب ونزلات البرد والسعال.
يعرف أذريون الحدائق بأسماء أخرى مثل قوقحان وزبيدة وكحلة.

## وصلات خارجية
- العلاج بالأذريون